# Coming for You
«Coming for You» és el vint-i-novè senzill de la banda californiana The Offspring. Fou estrenada el 30 de gener de 2015 en emissores de ràdio i Internet, on estava disponible via descàrrega digital. Inicialment hi hagué incertesa sobre si aquest senzill apareixia en solitari o si formaria part del següent àlbum d'estudi de la banda, però el mateix Dexter Holland va explicar posteriorment que el nou àlbum encara estava en un estat indefinit, de manera que no hi havia previsió de publicació.
Per promocionar el nou senzill, la banda va penjar a Facebook un conjunt de fotografies que parodiaven pòsters de pel·lícules clàssiques amb el logo de la banda i el títol de la cançó, com per exemple: La guerra de les galàxies, ET, l'extraterrestre o Jaws. Amb el senzill també van llançar un videoclip i altres fotografies de la banda tocant en concert a diversos escenaris i festivals d'arreu del món.
Va tenir ressò en la llista estatunidenca de senzills de rock, on arribà al número 1. Aquest fou el segon senzill de la banda que arribà al capdamunt d'aquesta llista després de «Gone Away» (1997).

## Llista de cançons
| Núm. | Títol            | Durada |
| ---- | ---------------- | ------ |
| 1.   | «Coming for You» | 3:49   |